# Ängelholm
Ängelholm ist der Hauptort der Gemeinde Ängelholm in der südschwedischen Provinz Skåne län beziehungsweise der historischen Provinz Schonen.
Seit 2015 trägt der Tätort die Bezeichnung Ängelholm och Vejbystrand, nachdem er mit den in nordwestlicher Richtung entlang der Küste des Kattegat anschließenden Orten Skepparkroken und Vejbystrand faktisch zusammengewachsen war. Zugleich wurde andererseits der etwas separat südlich der Mündung des Rönne å gelegene Ortsteil Ängelholm strand als eigenständiger Tätort ausgewiesen. Der Tätort Ängelholm och Vejbystrand liegt zum Teil auf dem Territorium der nördlichen Nachbargemeinde Båstad (331 Einwohner auf einer Fläche von 103 Hektar, 2015).

## Geschichte
Die Siedlung entstand als Rynestad und lag zunächst näher am Kattegat. 1516 wurden ihr vom dänischen König Christian II. die Stadtrechte verliehen. Der Name Rynestad bezog sich auf die Lage am Fluss Rönne å. Später wurde Rynestad – vermutlich aufgrund wandernder Sanddünen – aufgegeben und weiter landeinwärts neu gegründet.

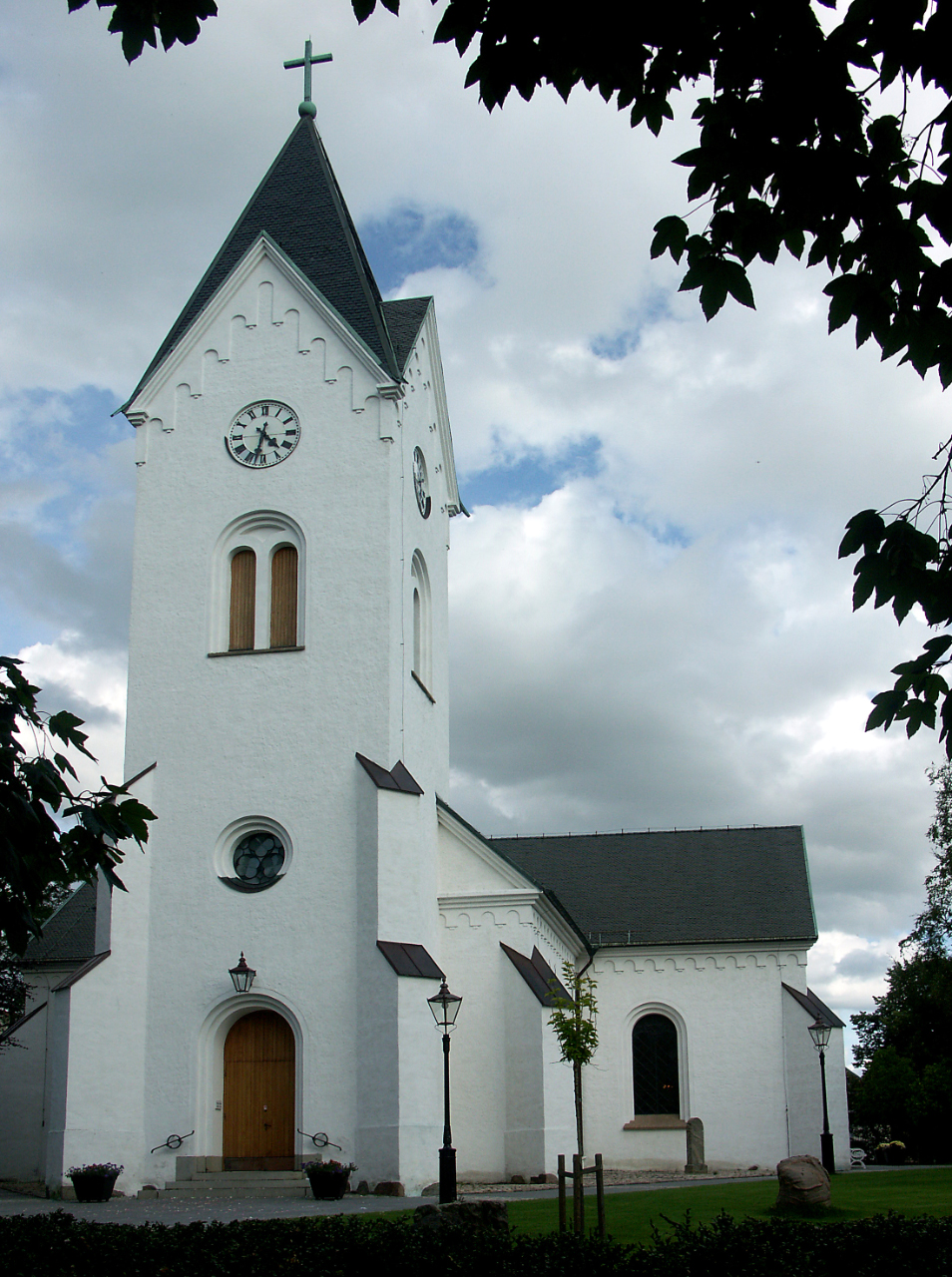
Kirche in Ängelholm

Ängelholm war lange eine Kleinstadt. Der treibende Sand war weiterhin ein Problem für den Ort, was auch Linné in der Beschreibung seiner Schonischen Reise vermerkte. Im 19. Jahrhundert wurde deshalb ein schützender Wald aus Kiefern und Birken angelegt, der heutige Kronoskogen. Heute bilden der Wald und die Eisenbahnlinie eine Barriere zwischen dem Ort und dem Meer. Mit der allgemeinen Industrialisierung begann die Stadt zu wachsen und bekam Bedeutung als Schulungs- und Badeort. Wichtige Industriezweige waren anfänglich Lebensmittelverarbeitung, Molkereien und Ziegeleien.
Im Zweiten Weltkrieg expandierte der Flugplatz nördlich der Stadt, und Ängelholm wurde zur Garnisonsstadt für die Skånska flygflottilj (F 10) der Luftwaffe. 2003 wurde das Geschwader aufgelöst. Der Flughafen wird seither als Passagierflughafen Ängelholm-Helsingborg benutzt und bietet Verbindung mit Stockholm sowie Charterflüge.
Ängelholm hat das nordrhein-westfälische Kamen zur Partnerstadt.

## Wirtschaft und Bildung

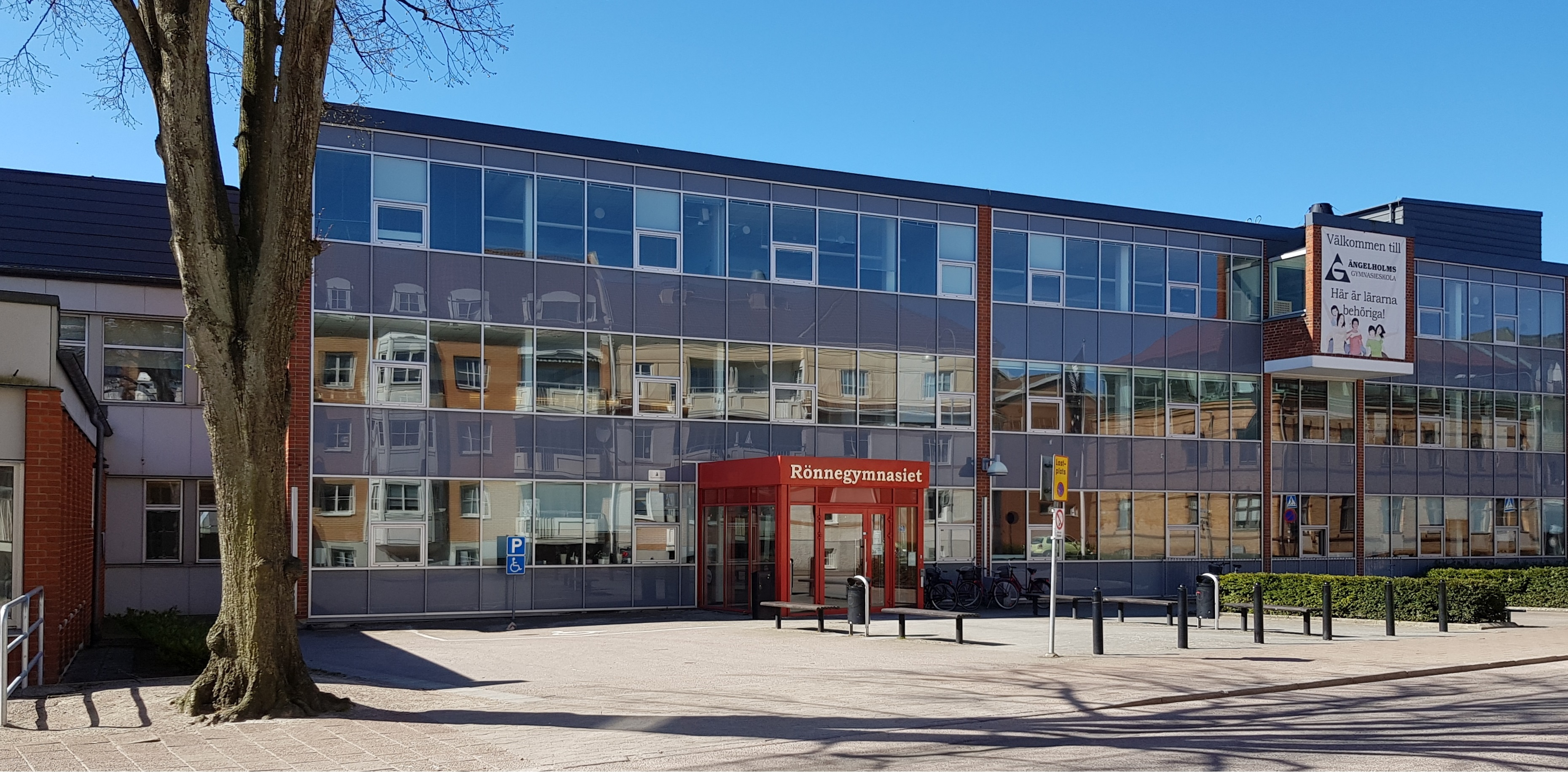
Rönnegymnasiet

Das Rönnegymnasiet, auch Ängelholms Gymnasieskola genannt, hat etwa 1.200 Schüler.
Der Ort ist Sitz des Automobilherstellers Koenigsegg.

## Sehenswürdigkeiten
Seit 1998 ist Ängelholm ein Standort des Schwedischen Eisenbahnmuseums (Sveriges Järnvägsmuseum). Außerdem gibt es ein Flugzeugmuseum (Ängelholms Flyg Museum). Ein besonderes Denkmal in Ängelholm ist das UFO-Denkmal Ängelholm.

## Bekannte Personen
- Olof Krumlinde (1856–1945), Landschafts- und Marinemaler
- Jarl Kulle (1927–1997), Schauspieler
- Lene Nissen-Lembke, (1943–2025), schwedisch-deutsche Springreiterin, Ausbilderin und Pferdezüchterin
- Tommy Arwitz (1944–2023), Diplomat
- Kaj Nilsson (* 1951), deutsch-schwedischer Eishockeyspieler
- Tomas Franck (* 1958), Tenorsaxophonist des Modern Jazz
- Susanne Resmark (* 1964), Opernsängerin
- Christel Nicolaysen (* 1969), Politologin und Politikerin
- Pelle Svensson (* 1970), Eishockeyspieler
- Jörgen Jönsson (* 1972), Eishockeyspieler, -trainer und -funktionär
- Magnus Arvidsson (* 1973), Fußballspieler und -trainer
- Jill Johnson (* 1973), Sängerin
- Kenny Jönsson (* 1974), Eishockeyspieler und -trainer
- Maria Rooth (* 1979), Eishockeyspielerin
- Maja Francis (* 1985), Sängerin
- Sebastian Andersson (* 1991), Fußballspieler
- Felix Burestedt (* 1995), Badmintonspieler